# Atrevida
Atrevida é uma revista brasileira publicada mensalmente pela SMEdit e direcionada ao público adolescente feminino. A revista Atrevida fala a linguagem da adolescente, trazendo assuntos como amor, relacionamento, sexualidade, beleza, moda, música, artistas e atualidade. Atrevida é uma revista redirecionada para as garotas brasileiras.